# Zizinha Guimarães
Zizinha Guimarães, nascida Eufrozina Amélia Guimarães (Laranjeiras, 26 de dezembro de 1872 - Laranjeiras, 1 de dezembro de 1964), foi uma professora e esperantista brasileira.

## Biografia
Eufrozina Amélia Guimarães nasceu na cidade de Laranjeiras, no estado de Sergipe, no Brasil, em 26 de dezembro de 1872.
Negra, Zizinha como era mais conhecida, pertencia a uma família não abastada, filha de Manuel Ferreira de Oliveira e de Amélia da Silva Guimarães. Estudou no Colégio Inglês, escola dedicada à educação feminina.
Zizinha Guimarães foi nomeada professora da escola pública estadual de ensino em 1896 e, em 1904, fundou a Escola Laranjeirense, em Laranjeiras, onde lecionou Esperanto como disciplina regular. Ela aprendeu esperanto por volta do ano 1907. Em homenagem a ela, há uma escola pública com seu nome e um busto em praça pública de Laranjeiras.
Morreu em Laranjeiras em 1 de dezembro de 1964.